# 71482 Jennamarie
71482 Jennamarie è un asteroide della fascia principale. Scoperto nel 2000, presenta un'orbita caratterizzata da un semiasse maggiore pari a 3,1917374 UA e da un'eccentricità di 0,0267023, inclinata di 13,61712° rispetto all'eclittica.